# Civilna družba
Civilna družba je skupni naziv za nevladne organizacije, ki v nasprotju z oblastjo zastopajo svoje interese in s tem skrbijo za izvrševanje javnega interesa.
Kriterij za uvrstitev med civilno-družbene organizacije je, da njen namen ni pridobivanje materialnih sredstev oziroma ustvarjanje dobička ali vstop v območje oblasti, kar je značilno za politične stranke. Pravno so zato opredeljene tudi kot neprofitne organizacije. Ni pa izključeno pridobivanje sredstev za izvajanje osnovne dejavnosti niti poklicno, plačano, delo v takih organizacijah.
Definicije civilne družbe so si zelo različne in velikokrat nasprotujoče. Največkrat kot civilno družbo obravnavamo:
- nevladne organizacije
- neprofitne organizacije
- sindikate
- kulturne, verske skupine
- človekoljubne organizacije
- dobrodelne organizacije
- naravovarstvene skupine
- potrošniki
- mediji
- nestrankarska združenja

Civilna družba je mehanizem ljudstva za vsakodnevni vpliv na oblast po volitvah. Je aktivna družba, in je bistveni del demokracije. V državah brez civilne družbe obstaja večja možnost, da oblast začne delovati ne v dobro ljudstva, ampak v dobro same sebe.
Države s civilno družbo so države z demokratično tradicijo.

## Zakonska ureditev
Slovensko upravno pravo pozna skupino: politične stranke, društva in verske skupnosti Arhivirano 2006-11-21 na Wayback Machine.. Običajno se poleg strank tudi verske skupnosti uvrščajo med civilno-družbene organizacije, ker bi naj bil njihov neposredni namen oznanjanje ali poglabljanje določene vere in obrnjen predvsem k posameznikom - vernikom, čeprav se zlasti močnejše ukvarjajo tudi z družbenimi vprašanji, v nekaterih zgodovinskih in sedanjih družbah pa so celo obvladovala oblastno in/ali civilno sfero.
Civilno-družbene organizacije se ustanavljajo kot društva, kar pravno ureja Zakon o društvih, ZDru-1, Uradni list RS 61/2006 z dne 13. 6. 2006.